# Beinn Tarsuinn
Der Beinn Tarsuinn ist ein als Munro und Marilyn eingestufter, 937 m (3.074 ft) hoher Berg in den schottischen Highlands. Sein gälischer Name kann in etwa mit Quer verlaufender Berg übersetzt werden und beruht auf der Lage am Talschluss des Gleann na Muice, das durch sein Massiv vom südlich liegenden Lochan Fada abgetrennt wird. Er liegt im Fisherfield Forest in den Northwest Highlands, gut zehn Kilometer nördlich von Kinlochewe.
In der auch als „Great Wilderness“ bezeichneten, unbesiedelten rauen Bergwelt des Fisherfield Forest ist der Beinn Tarsuinn der vierthöchste Munro. Der schmale und felsige Gipfelgrat des Beinn Tarsuinn verläuft in etwa in Form eines sich nach Norden, zum Gleann na Muice öffnenden „U“. Während die Nordseite steil und felsdurchsetzt in das Gleann na Muice abfällt, weisen die West- und die Südseite des Beinn Tarsuinn moderatere Hangneigungen auf und sind von teils sumpfigen Gras- und Heideflächen mit einzelnen Felsabbrüchen geprägt. Nach Osten schließt sich der Bealach Odhar an, ein breiter Sattel auf etwa 740 m Höhe, der das Massiv des Beinn Tarsuinn vom östlich benachbarten Mullach Coire Mhic Fhearchair, dem mit 1.018 m (3.340 ft) höchsten Munro im Fisherfield Forest, und dessen Vorgipfel Meall Garbh trennt. Vom höchsten, durch einen Cairn markierten Punkt des Beinn Tarsuinn verläuft der Grat halbkreisförmig zunächst nach Südwesten, dann nach Westen und über zwei niedrigere Nebengipfel mit 870 und 860 m Höhe allmählich nach Norden. Der Grat fällt von da aus über mehrere Felsstufen in den westlichen Teil des Gleann na Muice ab. Westlich des Beinn Tarsuinn bildet eine breite Mulde auf etwa 540 m Höhe den Übergang zu den weiter westlich liegenden Bergen des Fisherfield Forest und trennt zugleich den Westteil des Gleann na Muice vom südlich liegenden Lochan Fada. Etwas unterhalb des Hauptgipfels zweigt ein weiterer Grat nach Südosten ab, dessen Südwestseite steil und felsig in Richtung Lochan Fada abfällt. Die andere Seite des Grates ist deutlich flacher und geht in die Ostflanke des Berges zum Bealach Odhar über.

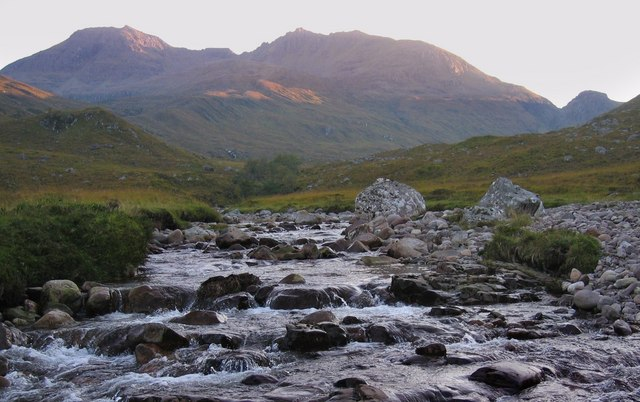
Blick von Norden aus dem Gleann na Muice auf das Massiv des Beinn Tarsuinn
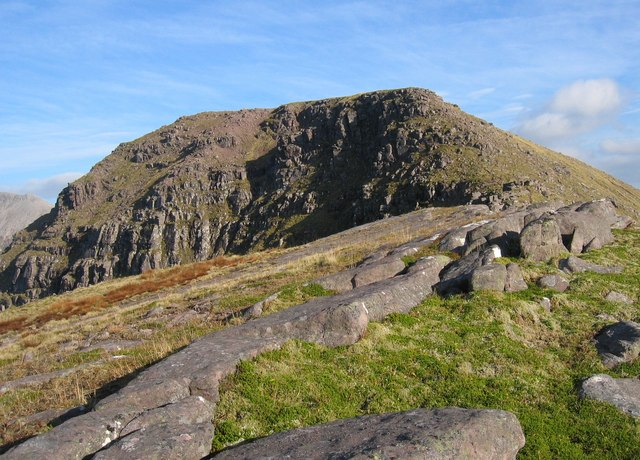
Der Hauptgipfel des Beinn Tarsuinn vom nordwestlichen Gipfelgrat
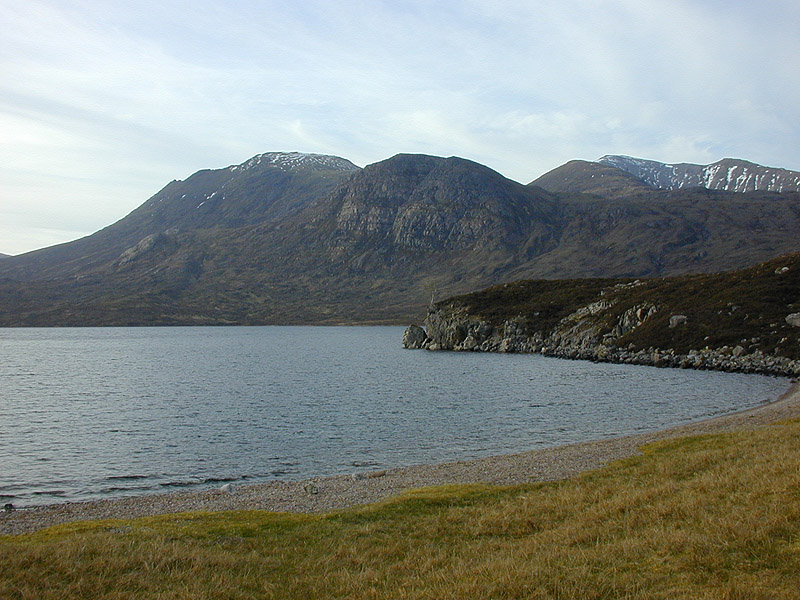
Blick vom Südende des Lochan Fada zum Beinn Tarsuinn, rechts im Hintergrund der Mullach Coire Mhic Fhearchair
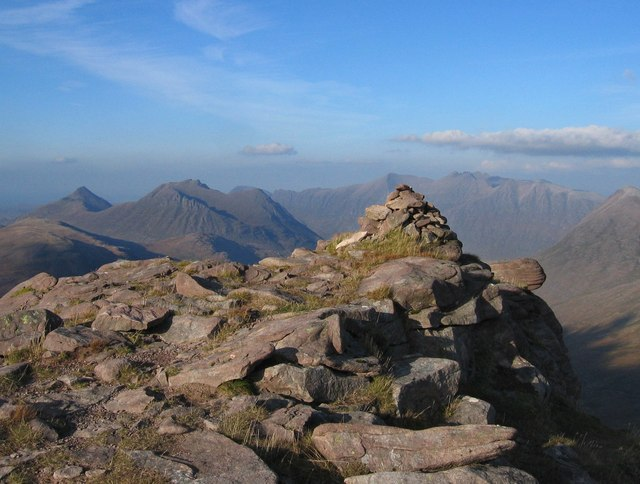
Der Gipfelcairn des Beinn Tarsuinn, im Hintergrund links Beinn Dearg Beag und Beinn Dearg Mòr, rechts das Massiv des An Teallach

Der Fisherfield Forest weist seit den Highland Clearances keine Siedlungen mehr auf und liegt weitab öffentlicher Straßen. Seine Berge zählen daher zu den entlegensten und am schwierigsten zu erreichenden Gipfelzielen in Schottland. Kinlochewe als nächste Ortschaft ist in Luftlinie gut zehn Kilometer südlich entfernt, der teils weglose Zustieg erfordert mindestens 15 km einfache Strecke. Aus den anderen Richtungen sind teils deutlich längere Anmärsche bis zum Fuß des Berges erforderlich. Im Regelfall ist eine Besteigung des Beinn Tarsuinn daher nur mit einem Biwak oder einer Übernachtung in einer der wenigen Bothies des Fisherfield Forest zu bewältigen. Aus Richtung Süden wird in der Regel ein Biwak am Ufer des südwestlich liegenden Lochan Fada genutzt. Ausgangspunkt ist Kinlochewe, bis zum Lochan Fada kann entweder das Gleann Bianasdail am Fuß des Slioch oder der Weg über die Heights of Kinlochewe und durch das Gleann na Muice genutzt werden. Vom Lochan Fada führt der Anstieg weglos bis in den Bealach Odhar und weiter über den Ostgrat bis zum Gipfel. Aus Richtung Norden kann die Bothy Shenavall genutzt werden, die über etwa acht Kilometer Fußmarsch von einem Parkplatz an der A832 bei Dundonnell House erreichbar ist. Viele Munro-Bagger besteigen den Beinn Tarsuinn im Rahmen einer von dieser Bothy ausgehenden Rundtour über weitere Munros des Fisherfield Forest, meistens gemeinsam mit dem Sgùrr Bàn und dem Mullach Coire Mhic Fhearchair. Ausdauernde Bergwanderer beziehen auch noch den A’ Mhaighdean, den Ruadh Stac Mòr und den bis 2012 noch als Munro eingestuften, nach einer Neuvermessung aber lediglich noch als Corbett eingestuften Beinn a' Chlaidheimh mit ein. 